# Polonia w Serbii
Polonia w Serbii – Polacy oraz Serbowie polskiego pochodzenia mieszkający w Serbii.

## Historia

### Do 1991
Polscy oficerowie brali udział w rewolucji serbskiej (1804-1813). W drugiej połowie XIX wieku, a szczególnie po upadku powstania styczniowego, osiedliło się w Serbii wielu lekarzy, którzy odegrali poważną rolę w rozwoju tutejszej kultury medycznej. W okresie międzywojennym działała Liga Jugosławia Polska, która miała na celu organizowanie kontaktów gospodarczych i kulturalnych z Polską. Nie była to organizacja polonijna, ale z okazji polskich świąt państwowych i kościelnych w pomieszczeniach Ligi przy ul. Uzun Mirkovoj 5 spotykali się również nieliczni miejscowi Polacy. Liga udzieliła ogromnej pomocy polskiemu wojsku i cywilom, którzy przez Jugosławię przedostawali się na Zachód. Po II wojnie światowej zamieszkało w Serbii szereg Polek, które poznały swoich mężów Serbów na pracach przymusowych lub obozach w Niemczech.

### Po 1991
W okresie wojny towarzyszącej rozpadowi SFR Jugosławii, wiele rodzin polonijnych osiedliło się w Polsce lub na Zachodzie.
Obecnie przedstawiciele Polonii w Serbii stanowią grupę stosunkowo nieliczną, liczące ok. 800 osób, które są w większości przedstawicielami fali emigracji lat 70. i 80. XX wieku. Głównymi skupiskami Polonii są: Belgrad (ok. 200 osób), Ostojićevo (150), Nisz i Nowy Sad (po 30), Kragujevac, Kraljevo i Požarevac (po 20). W zdecydowanej większości są to kobiety, które wyszły za mąż za obywateli b. Jugosławii oraz dzieci z mieszanych małżeństw. Odrębną grupę stanowi Polonia zamieszkała w Ostojićevie, szacowana na 160-170 osób polskiego pochodzenia – potomków emigrantów z Wisły, którzy osiedlili się na tym terenie w XIX wieku. Społeczność ta kultywuje tradycje właściwe dla obszaru pogranicza kultur polskiej i słowackiej.

## Stowarzyszenia polonijne
W środowisku polonijnym można wyróżnić następujące grupy:
- Stowarzyszenie Przyjaźni Serbsko-Polskiej „YU-Polonia” (serb. Udruženje srpsko-poljskog prijateljstva „JU-Polonia”) – platforma skupiająca Polonię z Belgradu i okolic (emigracja z lat 70. i 80. XX wieku), założona w 1988/1989, formalnie zarejestrowana w 2003.
- Klub Stypendystów Semper Polonia – skupia kilkanaście osób polskiego pochodzenia, w końcu 2016 dołączyli jako reprezentacja młodego pokolenia do Stowarzyszenia YU Polonia.
- Stowarzyszenie Kulturalno-Artystyczne „Wisła” (serb. Kulturno umetničko društvo „Wisla”) – założone w 2008 w Ostojićeviu celu realizacji przedsięwzięć z dziedziny kultury, pielęgnowaniem tradycji i trwałością dziedzictwa kulturowego Polaków.
- Stowarzyszenie Kulturalno-Artystyczne „Wiślanie z Ostojićeva” (serb. Kulturno umetničko društvo „Višljani iz Ostojićeva”) – prowadzi dziecięcy zespół taneczny; w 2016 utworzony został „Dom Polski”, w którym odbywają się spotkania. Stowarzyszenie ma ścisły kontakt z mieszkańcami i władzami Wisły, z której pochodzili przodkowie Polonii w Ostojićeviu[4].

## Szkolnictwo
- Społeczna Szkoła Polonijna w Belgradzie (zał. w 1989) – działa w trybie sobotnim. W pierwszych latach istnienia prowadzona działalność miała charakter stricte oświatowy i koncentrowana była na nauce języka polskiego. Przez pierwszych dziesięć lat Szkoła Polonijna korzystała z gościnności Ambasady RP w Belgradzie. Z biegiem czasu działalność szkoły została poszerzona o programy o charakterze kulturalno-edukacyjnym, których odbiorcami byli już nie tylko uczniowie, lecz także przedstawiciele środowiska polonijnego. Wielu absolwentów Szkoły Polonijnej w Belgradzie podjęło bądź ukończyło studia w Polsce, wśród tych studiujących w Serbii wielu jest stypendystami Fundacji Semper Polonia. W 2000, ze względu na znaczny wzrost liczby uczniów, Szkoła zaczęła wynajmować pomieszczenie na prowadzenie działalności. Rozszerzyła się również gama nauczanych przedmiotów. Od 2002 przez kilka lata działała filia Szkoły we Vrnjačkiej Banji. Obecnie uczniowie Szkoły mają możliwość uczestniczenia w zajęciach poświęconych językowi polskiemu i polskiej kulturze, historii, geografii i ekologii, prowadzonych w budynku Stari Dif w Belgradzie, ul. Deligradska 27[5].

- Szkoła Podstawowa im. Tihomira Ostojića w Ostojićevie – uczniowie mają możliwość uczestniczenia w comiesięcznych zajęciach poświęconych językowi polskiemu i polskiej kulturze, prowadzonych przez wykwalifikowaną nauczycielkę języka polskiego[5].